# Фізичні методи підвищення нафтовилучення
Фізичні методи підвищення нафтовилучення включають:
І. Витіснення нафти з пласта:
- — — водою (заводнення) — підтримка і відновлення пластового тиску і балансу енергії здійснюються закачуванням води;
- — — газами — сухим вуглеводневим газом (метан), газоводяною сумішшю, газом високого тиску, збагаченим вуглеводневим газом, раніше — повітрям, димовими газами;
  -  — — — Витіснення нафти вуглекислим газом працює за таким механізмом: у пласті утворюються три зони — зона первісної пластової нафти, перехідна зона від властивостей первісної нафти до властивостей діоксиду вуглецю і зона чистого СО2. При нагнітанні СО2 в заводнену зону перед ним утворюється вал нафти, який витісняє і пластову воду;
- — — газом і водою — почергове нагнітання газу і води — метод водогазового циклічного діяння;
- — — розчинником — як витискувачі використовують вуглеводневі розчинники (пропан-бутанові фракції).

II. Теплофізичні методи — теплова дія на пласт та/або при вибійну зону:
- — — нагнітання в пласт теплоносіїв — гарячої води, водяної пари (циклічна парова стимуляція), в тому числі і як внутрішньопластового терморозчинника вуглеводнів;
- — — теплофізичні методи впливу на привибійну зону — циклічний і стаціонарний електропрогрів, термоакустичні й циклічний паротепловий вплив;
- — — метод теплової облямівки — в поклад високов'язкої нафти теплоносій нагнітають у вигляді нагрітої облямівки розміром понад 0,3-0,4 об'єму оброблюваного пласта, а потім форсовано проштовхують її по пласту холодною водою, яка нагрівається теплотою, що акумулювалася в пласті за тепловим фронтом витіснення;
- — — парогравітаційний дренаж — вдосконалена форма парової інтенсифікації, при якій у нафтовому пласті бурять пару горизонтальних свердловин, одна на кілька метрів над іншою. Пара під високим тиском безперервно впорскується у верхній стовбур свердловини, щоб нагріти нафту та зменшити її в'язкість, змушуючи нагріту нафту стікати в нижній стовбур свердловини, звідки її відкачують.

III. Електричні методи
- — — Електромагнітний вплив — підвищення дебіту нафтових свердловин електромагнітним діянням — вплив на пласт високочастотного електромагнітного поля. Зона впливу визначається способом створення (в одній свердловині або між декількома) напруги й частоти електромагнітного поля, а також електричними властивостями пласта. Крім теплових ефектів, електромагнітний вплив призводить до деемульсації нафти, зниження температури початку кристалізації парафіну і появи додаткових градієнтів тиску шляхом силового впливу електромагнітного поля на пластову рідину.
- — — Електрична обробка свердловин — призначена для зниження обводненості на видобувних нафтових свердловинах, відновлення їх продуктивності, відсічення газових конусів, а також для відновлення характеристик нагнітальних свердловин. Об'єктами є як теригенні, так і карбонатні колектори з глибиною залягання до 2000 м і 3000 м відповідно. Як правило, обробці підлягають свердловини з обводненістю продукції 40-85 % і дебітом по рідині 10-85 м3 /добу при неоднорідних пластах з почергово високою і зниженою пористістю. Сутність технології заснована на тому, що при пропущенні через нафтовий пласт імпульсів електричного струму відбувається виділення енергії в тонких капілярах. Коли кількість виділеної енергії перевищує порогове значення, спостерігаються зміни структури пустотного простору мікронеоднорідного середовища і просторових структур фільтраційних потоків. Відбуваються руйнація кольматанта і прилеглих шарів гірської породи, газова кольматація, руйнування подвійних електричних шарів, зміна поверхневого натягу на межі розділу фаз. Після закінчення електровпливу на пласт у результаті зміни просторової структури фільтраційних потоків в породі обводненість знижується на тривалий період. Використовується схема підключення двох розташованих поруч свердловин до колонних голівок. Джерелом живлення служить дизель-генератор або високовольтний трансформатор. З виходу силового блоку різнополярний імпульсний струм через силові кабелі подається на металеву арматуру устя двох вибраних свердловин. Тривалість електровпливу на пласт становить 20-30 годин.
- — — Електрогідравлічна обробка свердловин (ЕГУ) застосовується для підвищення нафтовилучення. При електричному розряді між двома електродами в рідкому середовищі відбувається формування каналу наскрізної провідності з наступним його розширенням до низькотемпературної плазмової каверни, що утворює ударну хвилю і хвилі стиснення. Час дії ударної хвилі не перевищує 0,3 х 10−6 с. Поширюючись у присвердловинній зоні, вона руйнує кольматаційні утворення.

IV.Хвильовий вплив:
- — — Об'ємний хвильовий вплив на нафтове родовище. При цьому на поверхні родовища нафти спеціальним чином створюються монохроматичні коливання певної амплітуди, що поширюються в вигляді конуса від поверхні до нафтового пласта, охоплюючи об'єм в зоні радіусом 1.5-5 км від епіцентру впливу (https://www.youtube.com/watch?v=7YTe3daetzo).
- — — Віброхвильовий вплив на породи продуктивного нафтового пласта створюється при роботі штангового насоса. В результаті у масиві формуються хвилі пружних деформацій, які поширюються на великі відстані від свердловини й забезпечують отримання значних ефектів, як у збуджуваній свердловині, так і у свердловинах у радіусі 2-2,5 км від неї. Інфра-низькочастотні пружні коливання формують в пласті зону розміцнення, що покращує його фільтраційні характеристики.
- — — Акустична обробка свердловин заснована на перетворенні електричної енергії змінного струму в енергію пружних хвиль з частотою коливань 20 кГц в інтервалі перфорації свердловини. Частота ультразвукової хвилі визначає її специфічні особливості: можливість розповсюдження спрямованими пучками й можливість генерації хвиль, що переносять значну механічну енергію. При взаємодії акустичного поля з гірськими породами досягається: збільшення їх проникності завдяки змінам структури пустотного простору; руйнування мінеральних солевідкладів; акустична дегазація і зниження в'язкості нафти; залучення в розробку низькопроникних і закольматованих пропластків порід продуктивного пласта.
- Ударно-хвильова дія на привибійну зону пласта — передбачає високовольтний імпульсний пробій рідини у привибійній зоні, електричним розрядом. Хвилі стиснення, які збуджуються під час цього пробою рідини, циклічно навантажують пористе насичене середовище, багаторазово відбиваються та трансформуються у хвилі стискання-розтягування. Шляхом їх повторюваної знакозмінної дії руйнуються кольматаційні відкладення, покращується гідродинамічний зв'язок системи пласт-свердловина.

V. Вібраційні методи діяння на нафтові поклади — безперервні коливальні процеси генерують у привибійній зоні пласта також за допомогою гідравлічних вібраторів, що спускаються на трубах і приводяться в дію прокачуванням через них робочої рідини (нафти). У гідравлічних вібраторах типу ГВЗ імпульси тиску на вибої виникають унаслідок того, що турбіна, яка обертається під впливом потоку рідини, поперемінно перекриває та відкриває вихід її з корпусу вібратора. Залежно від витрат рідини й параметрів вібратора імпульси тиску на вибої можуть досягати декількох мегапаскалів (МПа). Вібратор генерує хвильові процеси, що супроводжуються «диханням» тріщин, винесенням у свердловину забруднюючих частинок і води з пор пласта, зниженням в'язкості пластової нафти.
VI. Азотно-імпульсна обробка нафтових свердловин — призначена для збільшення нафтовидобутку шляхом вибіркового впливу імпульсами тиску, які створюють газогенератори, на локальні ділянки найбільшої нафтонасиченності в інтервалі перфорації свердловини. Імпульси тиску руйнують кольматаційні утворення, збільшуючи проникність присвердловинної зони. Газогенератори заряджаються азотом до тиску 100 атм. Комплект заглибних газогенераторів для п'яти- і шестидюймової обсадної колони встановлюють в інтервалі обробки пласта. В ході обробки протягом 1,0-1,5 метра уздовж стовбура свердловини генеруються імпульси тиску до 120—150 МПа. При цьому залежно від стану зони обробки регулюються параметри імпульсного впливу по амплітуді, частоті й тривалості імпульсів. Час обробки свердловини не перевищує 24 годин.